# Nearcha buffalaria
Nearcha buffalaria är en fjärilsart som beskrevs av Achille Guenée 1857. Nearcha buffalaria ingår i släktet Nearcha och familjen mätare. Inga underarter finns listade i Catalogue of Life.